# Telewischen
Telewischen war eine Jugendsendung, die von 1991 bis 1994 vom ORB für sein Drittes Programm produziert, aber teilweise auch im Ersten Programm der ARD ausgestrahlt wurde.

## Moderation
Ständiger Moderator der Sendung war der Schauspieler und Kabarettist Stefan Martin Müller in der Rolle des Ole. Über die Jahre hatte er verschiedene Co-Moderatorinnen: zunächst von 1991 bis 1993 Jany Tempel und im letzten Produktionsjahr die Schweizerin Regula Grauwiller. Kurzzeitig moderierte auch Nana Spier einige Episoden mit.

## Inhalt und Aufmachung
Der Titel der Sendereihe ist eine direkt-lautmalende Germanisierung des Anglizismus „Television“ (engl. für „Fernsehen“), wobei man den innewohnenden Begriff des „Wischens“ teilweise auch wortwörtlich für mindestens eine Rubrik der Reihe übernahm, den „Tele-Wischer“.
Das konkrete Sendekonzept war vorrangig im ersten Produktionsjahr ein relativ bunter Mix: als eine der letzten Eigenproduktionen des Deutschen Fernsehfunks war die als Medienmagazin für Kinder und Jugendliche entwickelte Sendung ein Konglomerat aus Einspielfilmen, Interviews und Comedy. Beispielsweise zeigte Müller fiktive Werbespot-Verballhornungen, aus denen er am Ende des ersten Sendejahres einen Gewinner bestimmen ließ. Dies durch Zuschauervotings und jeweils angekündigt durch eingeladene Promis, zum Beispiel Sängerin Inka Bause.
Ab dem zweiten Sendejahr wirkte die Sendung wie eine filmisch adaptierte Jugendzeitschrift: es gab neben den bekannten Interviews und Einspielern u. a. auch eine Art Fortsetzungsroman und eine Leserbrief-Ecke. Zudem stand jede Episode unter einem bestimmten Thema, beispielsweise Action oder Ökologie.
Im späteren Verlauf sendete die ARD einige Folgen innerhalb ihres Nachmittagsprogramms. 1994 erfolgte dann die Einstellung von „Telewischen“.